# Коллектив предприятия

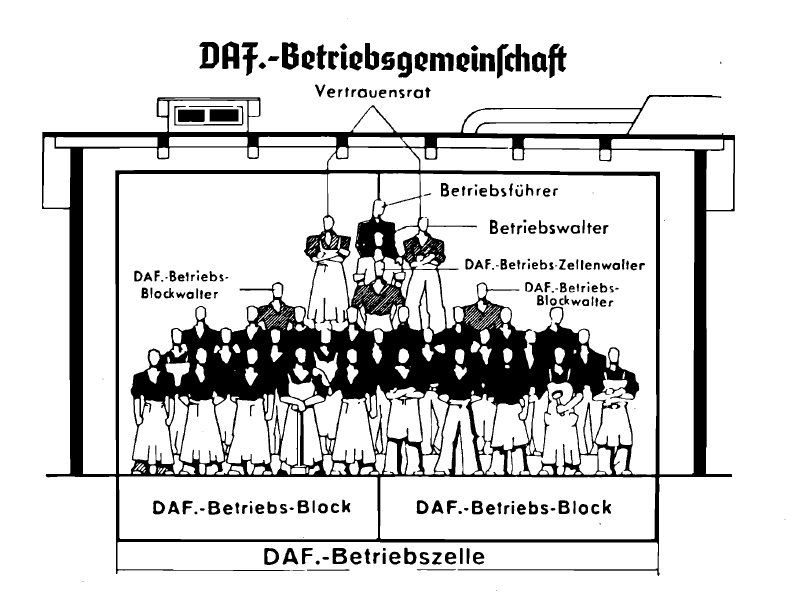
Betriebsgemeinschaft в организационной структуре Германского трудового фронта

Коллектив предприятия (нем. Betriebsgemeinschaft) состоял из владельца, менеджмента и рабочей силы на предприятиях и в компаниях в нацистской Германии в соответствии с принципом фюрерства (нем. Führerprinzip). Владелец/менеджер назывался “вождем предприятия”, а работники считались "последователями" (нем. Gefolgschaft). В соответствии с Законом о регулировании национального труда для того, чтобы содействовать созданию климата взаимного доверия и понимания должны были быть созданы  Советы доверия. Совет избрался из списка кандидатов, составленного вождем предприятия и смотрителем (нем. Betriebsobmann) от Германского трудового фронта. В соответствии с нацистской идеологией, иностранцы и представители национальных меньшинств считались недостойными доверия и не могли быть частью коллектива предприятия.